# Olaf Førli
Olaf Førli (20 luglio 1920 – 14 marzo 2011) è stato un calciatore norvegese, di ruolo portiere.

## Carriera

### Club
Førli vestì la maglia del Larvik Turn.

### Nazionale
Conta 2 presenze per la Norvegia. Esordì il 24 giugno 1953, nella sconfitta per 2-3 contro il Saar.